# Sh2-210
Sh2-210 est une nébuleuse en émission visible dans la constellation de Persée.
Elle est identifiée à l'extrémité nord-est de la constellation, à environ 4° au nord-est de l'étoile λ Persei, près de la frontière avec la Girafe. La période la plus propice à son observation dans le ciel du soir tombe entre les mois de septembre et février et elle est considérablement facilitée pour les observateurs situés dans les régions de l'hémisphère boréal, où elle est circumpolaire jusqu'aux régions tempérées chaudes.
C'est une région HII étendue mais très peu connue, située sur le bras de Persée à une distance d'environ 2 200 pc (∼7 180 al). Ses émissions sont également clairement visibles dans la bande Hα et dans l'infrarouge ainsi comme sur le continuum radio. Dans le catalogue Avedisova, elle est mentionnée comme faisant partie d'une région de formation d'étoiles qui comprend également quatre sources infrarouges cataloguées par l'IRAS,.